# Suarius mongolicus
Suarius mongolicus är en insektsart som först beskrevs av Bo Tjeder 1936.  Suarius mongolicus ingår i släktet Suarius och familjen guldögonsländor. Inga underarter finns listade i Catalogue of Life.